# Finlands historia under tidigmodern tid
Denna artikel behandlar Finlands historia under tidigmodern tid. Under hela denna period (som här utsträcks till 1800-talets början) var Finland en del av Sverige.

## Reformationen
Efter att Finland befriats från de danska trupperna under år 1523 kom reformationen att vara huvudangelägenheten, liksom i Sverige. Sedan Finlands siste katolske biskop, Arvid Kurck, dött 1522, förestods Åbo biskopsstift 1524-1527 av Erik Svensson som valbiskop ("eloctus"), som inte utövade full biskopsmyndighet. Efter dennes avgång utsåg kungen Martin Skytte till biskop i Åbo (1528-50). Skytte vigdes till sitt ämbete på vanligt katolskt sätt och blev för sin egen del i huvudsak den gamla läran trogen, men han tillmötesgick statsmakten vid reformationens införande.
År 1531 hölls den första svenska mässan i Åbo, och någon tid senare förordnades, att gudstjänsten skulle firas på landets språk. År 1537 brann dominikanklostret i Åbo ner, och 1538 drevs munkarna ut ur franciskanklostret i Raumo. Även landets övriga kloster, franciskan- och dominikanklostren i Viborg samt Kökars franciskankloster, delade snart samma öde. Endast birgittinklostret i Nådendal fanns, i förfallet skick, kvar till seklets slut.

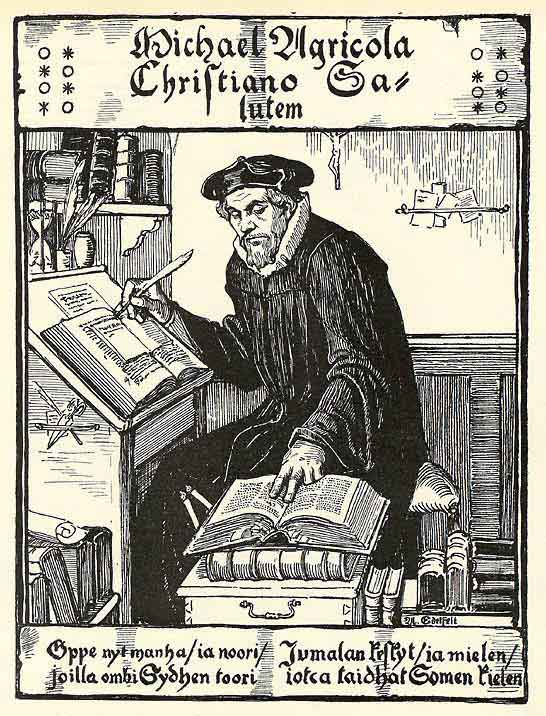
Mikael Agricola, den finska litteraturens fader

Samtidigt med att de gamla kyrkoinrättningarna upphävdes, tillägnade sig Gustav Vasa med stor hänsynslöshet en stor del av kyrkans inkomster och ägodelar. Bildningsanstalterna försummades, men rektorn vid Åbo katedralskola, sedermera biskopen (1554-57), Mikael Agricola ägnade sig åt bildningens främjande. Han intar en betydande plats i Finlands bildningshistoria, särskilt som författare till finska kyrkliga skrifter och översättningar från Bibeln. Om Finlands förste reformator, Peder Särkilaks vet vi lite. Biskopsstiftet delades 1554, varvid Paul Juusten blev biskop i Viborgs stift (1554-63).

## Ekonomisk utveckling under Gustav Vasas regeringstid
I ekonomiskt avseende var Gustav Vasas regeringstid en bra tid. Särskilt ägnades mycken uppmärksamhet åt de öde inre bygdernas, de så kallade erämarkernas, befolkande. Till de obebyggda nordliga områdena i Savolax, Tavastland och Satakunta, och även till trakterna omkring Ule träsk, sändes nybyggare. Många kom från Savolax, varifrån ståthållaren på Nyslott, Gustaf Fincke, ivrigt främjade kolonisationen. Helsingfors ("Gamla Helsingfors") grundlades 1550 vid Vanda ås mynning. Gustav Vasas tvååriga krig med Ryssland (1555-57), som slutade genom freden i Moskva i mars 1557, hämmade inte den ekonomiska utvecklingen särskilt mycket. 

## Krigstider
De ekonomiska framstegen under av Gustav Vasas fredliga regering gick till stor del förlorade under hans söners tid. Den första striden mellan Erik XIV och hertig Johan, vars 1556 grundlagda hertigdöme omfattade Egentliga Finland, Satakunta, Åland och en del av Nyland, utkämpades i Finland, där hertig Johan på Åbo slott blev belägrad och tagen till fånga (1563).
Det krig mot Ryssland som utbröt i början av Johan III:s regering (1570), utövade ett mycket negativt inflytande på förhållandena i Finland genom att Finland var de svenska truppernas vapenplats och proviantmagasin. Dessutom härjades östra Finland under flera krigståg. Under loppet av detta krig, 1581, gavs Finland titel av storfurstendöme. Den finska adeln vann under kriget inflytande samt gjorde till och med anspråk på särskilda privilegier. Efter freden i Teusina (1595) fastställdes, med traktaten i Nöteborg av 1323 såsom grundval, gränsen genom från båda sidorna utsända gränskommissarier.
Kort därefter blev Finland och Estland en av huvudskådeplatserna för kampen mellan hertig Karl och kung Sigismund. Befälhavaren över Finland, riksmarsken Klas Eriksson Fleming, hade kort efter Johan III:s död (1592) visat tendenser att motsätta sig hertig Karls befallningar. I detta blev han dessutom uppmuntrad av Sigismund. Förgäves försökte hertig Karl och det svenska riksrådet få honom att infinna sig i Stockholm. Han vägrade att lyda deras befallningar och fäste ännu mindre avseende vid de beslut, som blivit fattade på Söderköpings riksdag (1595). Samtidigt vägde hans välde, i synnerhet genom borglägret, tungt på allmogen i Finland. Särskilt stort var missnöjet i Österbotten, vars bönder gjorde uppror. Så utbröt klubbekriget (1596-97).
De dåligt organiserade österbottniska bönderna blev slagna i flera drabbningar, bland vilka den främsta var slaget vid Ilmola å 24 februari 1597. Natten mellan 12 och 13 april 1597 dog Fleming. Men läget förbättrades inte, för hans politik upptogs och fullföljdes av Arvid Eriksson (Stålarm) den yngre och andra ledande män bland den finska adeln. Det visade sig emellertid snart att Finland inte länge kunde upprätthålla en särskild ställning. Redan 1597 erövrade hertig Karl, efter en kort belägring, Åbo slott, vilket dock mot slutet av året återföll i Arvid Stålarms händer, och 1599 kvävdes det finska upproret fullständigt. Den finska adeln fick därefter avstå från sina anspråk på särskilda privilegier.

## Fredstider
Under Karls regeringstid grundlades städerna Uleåborg (1605) och Vasa (1606). Gustav II Adolf (1611-32) besökte själv flera gånger Finland och i Helsingfors träffade 1616 de till lantdag församlade ständerna. Finlands utveckling gick nu fortare än förut. Genom freden i Stolbova (1617) tryggades gränsen mot Ryssland;. Upprättandet av Åbo hovrätt (1623) inledde en ny era för det finska rättsväsendet. Flera läroverk, bland annat ett gymnasium i Åbo (1630), inrättades.

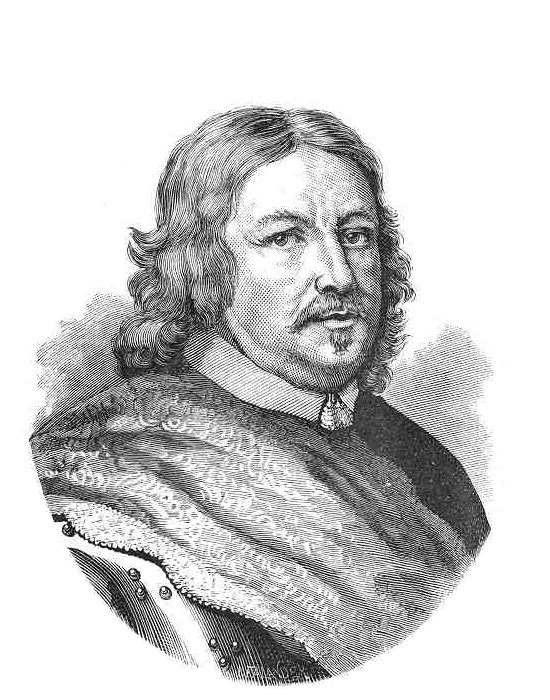
Per Brahe d.y. var generalguvernör i Finland under åren 1637–40 och 1648–54. Gravyr av Ida Falander.

Under drottning Kristinas regeringstid verkade Per Brahe den yngre, som Finlands generalguvernör (1637-40 och 1648-54), starkt för den kulturella utvecklingen i Finland. I samarbete med biskop Isak Rothovius (1627-52), verkade han särskilt för undervisningsväsendets förbättrande. Trivialskolor inrättades i de större, pedagogier i de mindre städerna. År 1640 grundlades i Åbo det finska universitetet, Kungliga Akademien i Åbo, vilket från denna tid varit centralt för utbildning i Finland. Flera nya städer anlades. Helsingfors flyttades 1640 till sin nuvarande plats på Sörnäs udde.
Men även tidens missförhållanden, det tilltagande adelsväldet och förläningsväsendet, drabbade Finland. Per Brahe själv innehade i förläning en stor del av norra och mellersta Finland. Även ätterna Leijonhufvud, Horn, Wittenberg, Oxenstierna och Tott hade betydande grevskap och friherreskap i Finland. Särskilt olycklig var ställningen i Kexholms län, vars öden var nära förbundna med Finlands, sedan det genom freden i Stolbova förenats med riket, fastän det ännu ansågs ligga utom Finlands område. Statsmakten lyckades inte införa en ordnad förvaltning och organisation i detta landskap, där under de långvariga krigen nästan fullständig laglöshet varit rådande. Landskapets befolkning, som tillhörde den grekisk-katolska kyrkan, hyste ett bittert agg mot den nya styrelsen. Man försökte förgäves att konvertera befolkningen till lutherdomen och stävja de korrupta ämbetsmännen. Slutligen förlänades hela landskapet åt ett antal adelsmän, vilket bara ledde till att förhållandena blev ännu värre.

## Det ryska invasionsförsöket
Medan Sverige under Karl X Gustavs (1654-60) regering låg i krig med Polen och Danmark gjorde Ryssland ett försök att erövra östersjöprovinserna och Finland. Finland, vars soldater till övervägande antal tjänade i Karl Gustavs arméer, var nästan utblottat på trupper, men trots detta motstod Finland invasionen. Borgare, bönder och skolungdom bidrog i försvaret. Ständerna, som 1656 och 1657 sammanträdde till landskapsmöten i länens huvudorter, bidrog även de. Det inte synnerligen långvariga kriget (1656-58), som avslutades genom stilleståndet i Vallisaari (1658), bekräftat genom freden i Kardis (1661), är betydelsefullt i Finlands historia genom de förändringar som skedde i Kexholms läns befolkningsförhållanden. Länets grekisk-katolska befolkning blev under kriget till större delen utrotad eller utdriven och invånare av luthersk bekännelse flyttade in västerifrån. Kexholms län blev från denna hårdare knutet till riket och Finland.

## Reduktionen och indelningsverket

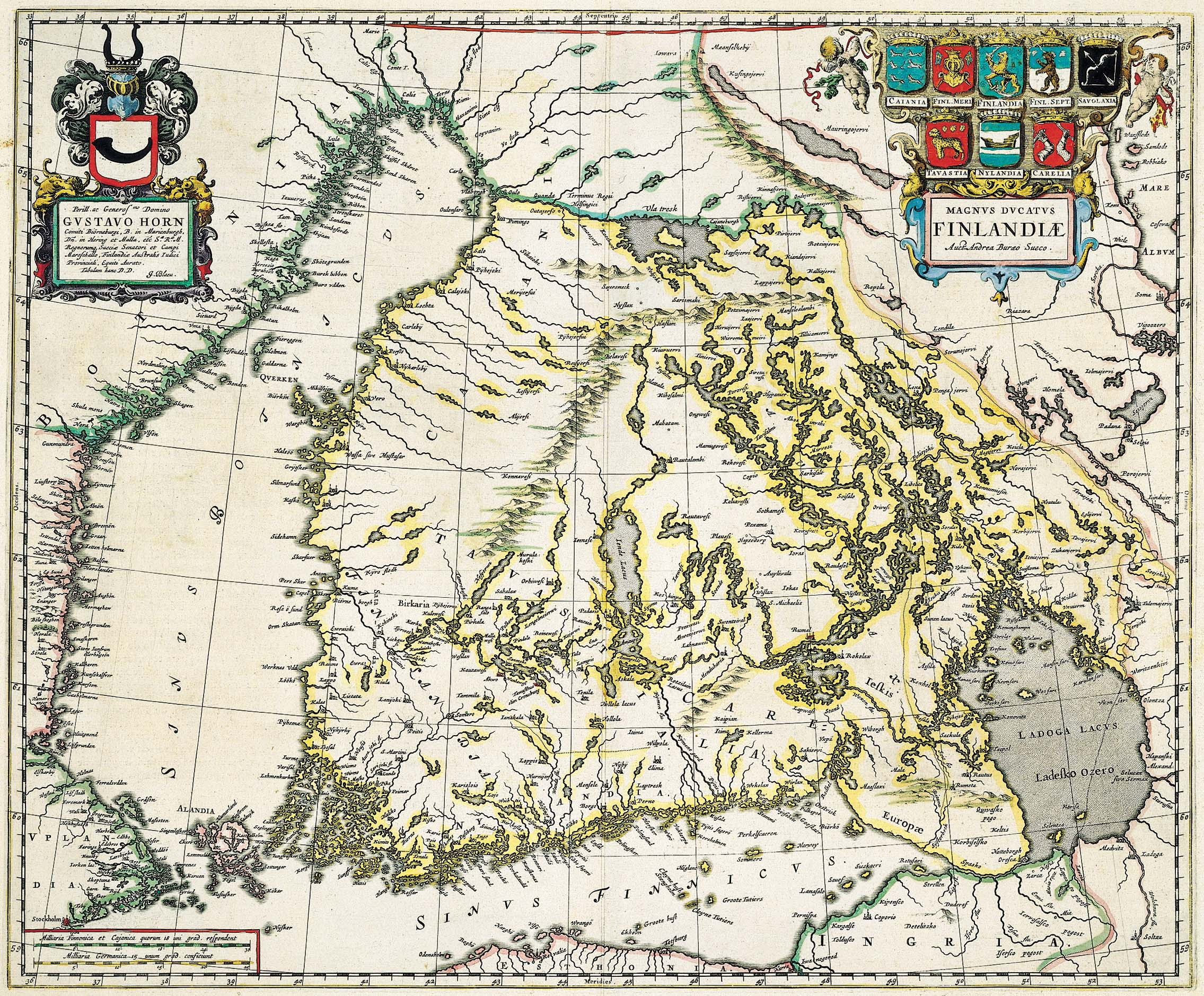
Storfurstendömet Finland 1662

Karl XI:s regering (1660-97) är i Finlands historia utmärkt genom reduktionen, högadelns fall och indelningsverket. Rusthållsinrättningen, vars spår kan följas ända till Karl IX:s tid, slutfördes på 1680-talet, varefter Finland hade tre indelta kavalleriregementen. Roteringen ordnades genom knektekontrakt som på 1690-talet ingicks med allmogen (med Österbottens allmoge slöts dock knektekontrakt först 1733). Sju roterade infanteriregementen ställdes upp. Befälets avlöning ställdes på indelt fot genom inrättande av boställen. Den finska indelta armén uppgick till en styrka av 10 200 man.
Tiden präglades av en religiös ortodoxi. Den synkretistiskte biskopen Johannes Terserus' (1658-64) avsättning blev en stor seger för ortodoxin, som härskade under biskoparna Johannes Gezelius d.ä. (1664-90) och dennes son Johannes Gezelius d.y. (1690-1718). Det välstånd som den långa fredstiden gett upphov till minskade betydligt genom de fruktansvärda missväxter som härjade landet under Karl XI:s sista regeringsår.

## Stora nordiska kriget
Huvudartikel: stora nordiska kriget
Karl XII:s regering (1697-1718) bildar, genom stora nordiska krigets härjningar, en dyster period i Finlands historia. Under krigets första år försökte befälhavarna över den i Finland kvarlämnade svaga krigsmakten, Abraham Cronhjort och Georg Johan Maidel, förgäves förstöra tsar Peters nya anläggningar, Kronstadt och Sankt Petersburg. Ställningen blev ännu svårare sedan befälet 1707 överlämnats åt generalmajor Georg Lybecker. Viborg erövrades 1710, varmed östra Finland föll i fiendens händer. Tsaren själv landsteg 1713 vid Helsingfors. I slaget vid Pälkäne 1713 (vid Pälkäne kyrka) och slaget vid Storkyro 19 februari 1714 (vid Napo by i Storkyro socken) försökte Lybeckers efterträdare Carl Gustaf Armfelt förgäves att slå tillbaka fienden. Besegrad tvingades han dra sig tillbaka till Sverige. Genom slaget vid Rilax 27 juli 1714, där Nils Ehrenschiöld utmärkte sig, fick tsar Peter även sjöherravälde.
En stor del av invånarna lämnade därefter landet. De som stannade kvar, i synnerhet allmogen, vad utlämnade åt ryssarnas godtycke. Landet drabbades av stor ödeläggelse. Den ryske övergeneralen, furst Michail Golitsyn, försökte lätta finnarnas bördor, men lyckades bara i liten mån hämma "Stora ofredens" fasor. I freden i Nystad (1721) lämnades södra och sydöstra Karelen, med städerna Viborg, Kexholm och Sordavala till Ryssland. Gränsen drogs från Vederlax kyrka, vilken förblev på svenska sidan, 5-15 km från havsstranden samt vidare norr om Viborg och längs den linje, som ännu vid 1900-talets början skilde Viborgs län och Kuopio län från varandra.

## Återuppbyggnad och nya krig
På inrådan av två kommissioner, som blivit tillsatta för undersökning av landets tillstånd, beviljades skattefrihetsår åt hemmansägare på landsbygden och städernas invånare. Undervisningsanstalterna och administrationen återuppbyggdes. Försvarsväsendet byggdes på ny grundval. Folkmängden återväxte snabbt. I den med Ryssland förenade delen av Finland råkade allmogen i en kläm genom förläningar åt ryska herrar, varigenom de så kallade donationsgodsen i dessa trakter uppkom.
Fastän större delen av det finska folket återknöt den gamla förbindelsen med Sverige, innebar dock framtiden hotande faror. Hattpartiets ryska krig (1741-43) visade hur osäker ställningen var. Fienden gick mildare till väga än under "Stora ofreden", men kejsarinnan Elisabets manifest från 18 mars 1742 talade om Finlands förening med Ryssland som en särskild stat under ryskt beskydd och vittnade om den ryska regeringens avsikter. Även efter att freden i Åbo (1743) blivit ingången, varigenom ett betydande område, med städerna Fredrikshamn, Villmanstrand och Nyslott, avträddes till Ryssland och Kymmene älv blev gränsflod, försökte Elisabet öka sitt inflytande i Finland.
Under de följande åren av Fredrik I:s regering och Adolf Fredriks tid (1751-71) befästes det svenska språkets ställning som Finlands kulturspråk. Det finska språket förbisågs, delvis på grund av fokuset på Finlands ekonomiska utveckling. Vid denna tid gjordes en undersökning av Finlands befolkning och ekonomiska möjligheter. Via tabellverkets insatser så beräknades det år 1769 att Finland hade 430 000 invånare. De naturvetenskapliga och ekonomiska studierna bedrevs under ledning av bland andra Johan Browallius och Karl Fredrik Mennander. Vid Kungliga Akademien i Åbo inrättades 1747 en professur i ekonomi. Kärrodlingar uppmuntrades. De vid Bottniska viken belägna städernas handel växte, sedan det gamla bottniska handelstvånget vid 1765-66 års riksdag blivit avskaffat. Finnen Anders Chydenius förgrundsgestalterna i avskaffandet. Ur kommissioner och riksdagsdeputationer som regeringen och riksdagarna satt ihop för de finska ärendena kom planen om storskifte fram. Detta genomfördes dock bara till liten del. Uppförandet av Sveaborgs fästning började 1749 under ledning av Augustin Ehrensvärd. 1772 års revolution genomfördes i Finland av Jakob Magnus Sprengtporten.
I huvudsak fortgick Finlands utveckling i oförändrad riktning under Gustav III:s regering (1771-92). Storskiftet fick fart genom en förordning från 1775. Genom denna förordning tillföll en del av skogsmarkerna jordägarna och det övriga avyttrades för kronans räkning. Landets indelning i sex län (länen hade förut varit fyra), upprättandet av Vasa hovrätt (1775; invigd 1776) och förbättrandet av Finlands försvarsväsen genom vargeringen och passevolansen är åtgärder från denna tid. 
Befälhavaren för Savolaxbrigaden, Göran Magnus Sprengtporten, som 1786 flyttat till Ryssland, smed planer för att ta Finland från Sverige. Oron bröt ut i början av kriget med Ryssland 1788-90. Sedan kungens angrepp mot Fredrikshamn strandat, satte självständighetsmännen Jan Anders Jägerhorn, K. H. Klick med flera, upp den så kallade Liikalanoten 9 augusti 1788, som avsåg att öppna fredsförhandlingar med Katarina II av Ryssland. Jägerhorn, som lämnade fram noten i Sankt Petersburg, hade dock ringa framgång. Sedermera följde undertecknandet av  Anjalaförbundsakten 12 augusti 1788, varigenom man ville förmå kungen att sluta fred och sammankalla ständerna. Rörelsen, där självständighetssträvandet inte längre var bestämmande, övergick därefter även till de svenska regementena. Genom att i hast återvända till Sverige undkom Gustav III den hotande faran. 

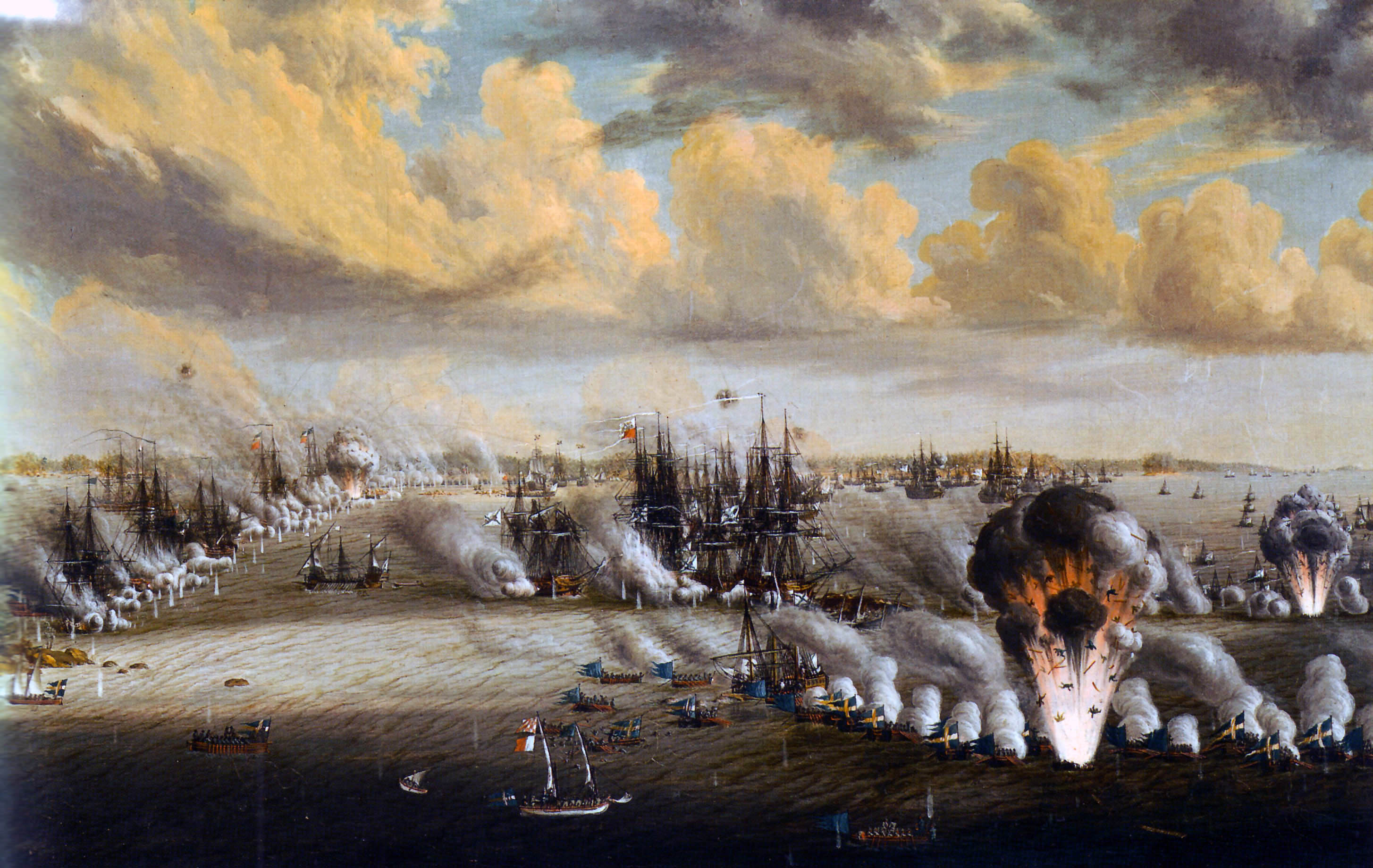
Slaget vid Svensksund den 9 juli 1790

Folkets ovilja mot planerna att i Finland grundlägga ett adelsvälde under ryskt beskydd hade tydligt givit sig till känna, och kungen kunde därför, sedan konspirationens kraft blivit bruten, utan hinder fullfölja kriget mot Ryssland. År 1789 måste kungen, som ryckt in på det ryska området, efter nederlaget i slaget vid Kaipiais den 15 juli retirera över Kymmene älv. Krigshändelserna i Savolax var inte avgörande. Den 24 augusti blev skärgårdsflottan besegrad i första slaget vid Svensksund. 1790 års krig började med smärre krigshändelser i Savolax. Kungens plan att låta skärgårdsflottan operera särskilt ledde till viborgska gatloppet 3 juli 1790. Krigshändelserna slutade med den svenska skärgårdsflottans seger i andra slaget vid Svensksund, 9 juli 1790. Freden i Värälä den 14 augusti 1790 medförde ingen gränsförändring.
Under Gustav IV Adolfs regering (1792-1809) fortsatte den patriotisk-ekonomiska politiken och bildningssträvandena. Finska hushållningssällskapet, som stiftades 1797, utövade en nyttig verksamhet för jordbrukets och näringarnas främjande. Kungliga Akademien i Åbo, bland vars lärare fanns Henrik Gabriel Porthan, Matthias Calonius, Frans Michael Franzén och Jacob Tengström, stod under denna tid på höjden av sitt anseende. Finland hade nu en fast bas för sin vidare kulturella utveckling.

## Finska kriget
Huvudartikel: Finska kriget
Sedan kejsar Alexander I av Ryssland under Napoleonkrigen uppmanat Gustav IV Adolf att bryta med Storbritannien, inleddes det finska kriget genom att han den 21 februari 1808 lät sina trupper under Fredrik Vilhelm von Buxhövden gå över Kymmene älv och överfalla Sverige. Finska armén, som fördelades på två avdelningar, den ena vid Kymmene, över vilken överbefälhavaren Mauritz Klingspor tog befäl, den andra i Savolax under Johan Adam Cronstedt, retirerade snabbt norr ut ända till Gamlakarleby och Uleåborg. Södra Finland tillföll fienden. Svartholm föll 18 mars, Hangöudds små fästen 21 mars, och Åbo besattes 22 mars. Huvudfästningen Sveaborgs motståndskraft försvagades genom förrädiska myterier som stod i samband med de gamla självständighetsplanerna. Överbefälhavaren Carl Olof Cronstedt gav vika och fästningen besattes 4-6 maj av ryssarna.
De finska trupperna hade efter segrar i slaget vid Siikajoki, slaget vid Revolax och slaget vid Pulkkila (18 och 27 april samt 2 maj) ryckt söderut. Västra armén segrade under Karl Johan Adlercreutz i slaget vid Nykarleby 24 juni. Ryssarnas ställning bröts i slaget vid Lappo 14 juli, och östra armén återtog under Johan August Sandels en stor del av Savolax. Därefter drog sig Sandels tillbaka och intog en fast ställning vid Toivola pass norr om Kuopio.
Snart fick ryssarna betydande förstärkningar. De finska trupperna fick slå till reträtt och led det avgörande nederlaget i slaget vid Oravais 14 september. Genom konventionen i Olkijoki 19 november bestämdes att finska armén skulle dra sig väster om Kemi älv. De ryska expeditionerna över Åland, Kvarken och Torneå i mars 1809 ledde bland annat till konventionen i Kalix 25 mars 1809, varigenom finska arméns huvudavdelning lade ned vapnen. Kriget avslutades efter slaget vid Skellefteå 15 maj, slaget vid Hörnefors 5 juli samt slaget vid Sävar och slaget vid Ratan 19 och 20 augusti. I freden i Fredrikshamn 17 september 1809 avträdde Sverige åt Ryssland de sex finska länen jämte Åland och en del av Västerbotten intill Torne älv och Muonioälven.